# Staurastrum louisianicum
Staurastrum louisianicum là một loài Song tinh tảo trong họ Desmidiaceae, thuộc chi Staurastrum.